# شان (آلبوم)
شان (انگلیسی: Shawn) پنجمین آلبوم استودیویی خواننده و ترانه‌پرداز کانادایی شان مندز است که در ۱۵ نوامبر ۲۰۲۴ توسط آیلند رکوردز منتشر شد. این آلبوم تحت تأثیر وقفه‌ای که در پی مشکلات روحی و لغو تور جهانی تعجب در سال ۲۰۲۲ برای او پیش آمد، ساخته شده است. مندز این آلبوم را شخصی‌ترین اثر دوران حرفه‌ای‌اش می‌داند. او به همراه گروهی از همکارانش مانند اسکات هریس، مایک سابف، نیت مرکری، ادی بنجامین و ایثن گروسکا این آلبوم را نوشت و تولید کرد. شان بیشتر یک آلبوم فولک راک و فولک پاپ است که تفاوت زیادی با سبک پاپ پیشین شان مندز دارد و به مسائلی مثل خودکاوی و جستجوی درون پرداخته است.

## جدول‌های موسیقی
| جدول (۲۰۲۴)                            | بالاترین جایگاه |
| -------------------------------------- | --------------- |
| آلبوم‌های استرالیایی (ای‌آرآی‌ای)         | ۲۳              |
| آلبوم‌های اتریشی (آلبوم‌های او۳)         | ۳               |
| آلبوم‌های بلژیکی (اولتراتاپ فلاندرز)    | ۴               |
| آلبوم‌های بلژیکی (اولتراتاپ والونیا)    | ۱۳              |
| آلبوم‌های کانادایی (بیلبورد)            | ۲۴              |
| آلبوم‌های هلندی (جدول‌های هلند)          | ۴               |
| آلبوم‌های فرانسوی (اس‌ان‌ئی‌پی)            | ۳۲              |
| آلبوم‌های آلمانی (۱۰۰ آلبوم برتر رسمی)  | ۵               |
| آلبوم‌های ایرلندی (شرکت جدول‌های رسمی)   | ۴۰              |
| آلبوم‌های ایتالیایی (اف‌آی‌ام‌آی)          | ۴۳              |
| آلبوم‌های لیتوانی (آگاتا)               | ۵۳              |
| آلبوم‌های نیوزیلندی (آرام‌ان‌زی)          | ۳۱              |
| آلبوم‌های نروژی (وی‌جی-لیستا)            | ۳۹              |
| آلبوم‌های لهستانی (ZPAV)                | ۹               |
| آلبوم‌های پرتغالی (ای‌اف‌پی)              | ۱۶              |
| آلبوم‌های اسکاتلندی (شرکت جدول‌های رسمی) | ۱۲              |
| آلبوم‌های اسپانیایی (پروموزیکای)        | ۱۰              |
| آلبوم‌های سوئیسی (جدول موسیقی سوئیس)    | ۴               |
| آلبوم‌های بریتانیا (شرکت جدول‌های رسمی)  | ۲۲              |
| بیلبورد ۲۰۰ ایالات متحده               | ۲۶              |
| آلبوم‌های محلی ایالات متحده (بیلبورد)   | ۲               |

## تاریخچه انتشار
| منطقه | تاریخ          | فرمت(ها)                                   | ورژن      | ناشر  | منابع  |
| ----- | -------------- | ------------------------------------------ | --------- | ----- | ------ |
| مختلف | ۱۵ نوامبر ۲۰۲۴ | کاست سی‌دی وینیل ال‌پی دانلود دیجیتال استریم | استاندارد | آیلند | [ ۲۲ ] |